# Chanzeaux
Chanzeaux là một xã thuộc tỉnh Maine-et-Loire trong vùng Pays de la Loire phía tây nước Pháp. Xã này nằm ở khu vực có độ cao trung bình 50 mét trên mực nước biển.
Sông Layon chảy qua thị trấn.